# Старое золото
«Старое золото» — компьютерная игра в жанре шутера от первого лица, фактически являющаяся технологической демонстрационной версией игры «Подземелья Кремля».
Является первым шутером от первого лица, разработанным в России.

## Игровой процесс
В игре присутствует только один уровень, прохождение которого занимает около часа. Для прохождения нужно собирать монеты, внешне напоминающие десятикопеечные, разбросанные по карте.
В игре есть два вида монстров, различающиеся только внешним видом, внешне похожих на летучих мышей. Монстров можно уничтожать, стреляя из посоха.

## Сюжет
Безымянный протагонист по заданию местных жителей должен победить монстров, поселившихся в окрестностях заброшенного города и лесах, и собрать старое золото.

## Разработка и выход
В 1994 году братья Андрей и Александр Разбаковы захотели создать шутер от первого лица, который напоминал бы Doom. В том же году началась разработка движка, который лёг в основу «Старого Золота» и «Подземелий Кремля».
Движок и сама игра были написаны на Си.
Игра была скомпилирована в апреле 1995 года. Изначально, она представляла из себя лишь демо-версию для поиска издателя и финансирования, впоследствии она была опубликована в свободный доступ.

## Публикации
- uav1606. Поиски «Старого Золота» в «Подземельях Кремля»: интервью с создателями группы «Гелиос» // Downgrade. — 2016. — № 16. — С. 8—12.